# Комитет за обществено спасение
Комитетът за обществено спасение (на френски: Comité de salut public) във Франция съществува от 6 април 1793 година до 26 октомври 1795 година по време на Френската революция. Той представлява комисия, назначена от Конвента, и действа като фактическо правителство на страната.
Комитетът има пълномощия да ръководи вътрешната и външната политика и отговаря за държавната сигурност. Неговите членове внасят по-важните мерки за обсъждане в Конвента, но в крайни случаи имат пълномощия да вземат решения самостоятелно.

## Предистория
След като французите са разбити през март 1793 г. при Неервинден австрийците успяват да си върнат всички владения в Австрийска Нидерландия и най-вече столицата Брюксел. И последните френски войници напускат областта. Разочарованият генерал Дюмурие, който си дава сметка, че може да бъде изправен пред съд, се свързва с австрийците с предложение да дезертира с войската си на тяхна страна. Прокламацията му за възстановяване на кралската власт обаче не намира подкрепа, основната част от войската отказва да му се подчинява. Известието за неговото предателство кара Конвента да изпрати делегати да го арестуват и през април 1793 г. той е принуден да избяга при австрийците.
Измяната на Дюмурие предизвиква вълна от взаимни обвинения в Конвента. Жирондинците призовават да бъде назначена следствена комисия, но Дантон отвръща с насрещни обвинения, че видни жирондисти – Брисо, Жансоне и Гаде, са близки приятели на Дюмурие, монтанярите го подкрепят и следствена комисия не е образувана. Макар че Конвентът е сформирал Комитет за обща отбрана, той се оказва неефикасен и не успява да предотврати дезертирането на Дюмурие.
Затова на 6 април 1793 г. Конвентът решава да създаде централизиран орган от деветима депутати. Макар че някои депутати искат той да заеме директно някои от функциите на правителство, надделява разбирането за разделение на властите и затова решават да го нарекат Комитет за обществено спасение (КОС) с по-скромни функции: да наблюдава действията на министрите и да надзирава националната отбрана – вътрешна и външна:с. 191 – 2.
Първоначалната му задача е да ръководи военните действия, като при това си сътрудничи с вече съществуващия Комитет за обща безопасност (КОБ). Между тях възникват постоянни вражди, но в рамките на няколко месеца КОС взема надмощие и става основен инструмент на якобинското управление. По принцип е подчинен на Конвента, който може да сменя членовете му и го прави няколко пъти през следващите шест месеца. Самият Конвент обаче става зависим и подвластен на КОС, който се превръща във всемогъщ инструмент за налагане на всички аспекти на политиката, особено на терора.

## 1793 – 1794
От април до юли 1793 г. в Комитета преобладават привържениците на Дантон, които следват умерени политики, но те не успяват да решат военните проблеми, свързани с движението за федерализъм, въстанието във Вандея и заплахата на антифренската коалиция. Затова през юли те са заменени с по-радикални членове, решени да защитят революцията. Комитетът мобилизира всички ресурси и на практика установява якобинска диктатура, особено след влизането на Робеспиер на 27 юли 1793 г.
Между 10 юли 1793 и 27 юли 1794 г. членове на Комитета са:
- Бертран Барер
- Жак Бийо-Варен
- Лазар Карно
- Жан-Мари Коло д’Ербоа
- Жорж Кутон
- Мари Жан Еро дьо Сешел
- Жан Бон Сент-Андре
- Жан-Батист Ленде
- Клод Прийор дьо ла Кот д’Ор
- Пиер Прийор дьо ла Марн
- Максимилиан Робеспиер
- Луи Сен-Жюст
- Жак Тюрио (напуска на 20 септември поради разногласия с Робеспиер)[4]:с. 307 – 310

Като се изключи Еро дьо Сешел, арестуван през март и екзекутиран през април 1794 г., този състав ръководи Франция в продължение на една година. Ръководството е колективно, но е разделено по тематика: Бийо и Коло се занимават с кореспонденцията с изпратените представители, Ленде – с доставките и транспорта, Прийор дьо ла Кот д’Ор – с оръжията и експлозивите, Сен-Жюст и Карно ръководят военните действия по суша, а Жан Бон Сент-Андре и Прийор дьо ла Марн – флотата. Барер е навсякъде, а Робеспиер се интересува най-вече от политическите въпроси. 